# Дашкевич, Олег Иванович
Оле́г (Арнольд) Ива́нович Дашке́вич (20 января 1930 года, Ленинград — 30 июля 2016 года) — советский режиссёр театра, кино и эстрады. Член Союза кинематографистов России.

## Биография
- 1946-1948 — студент Театральной студии В. В. Меркурьева и И. В. Мейерхольда.
- 1948-1950 — актёр Ленинградского областного театра под руководством В. В. Меркурьева.
- 1950-1955 — служба в армии, участник и руководитель армейской художественной самодеятельности.
- 1955-1960 — студент режиссёрского факультета Ленинградского Государственного Театрального института имени А. Н. Островского.
- 1960-1962 Иркутский драматический театр, Иркутское телевидение.
- 1962-1963 Калининградский драматический театр, Калининградское телевидение.
- 1963-1964 Тюменский драматический театр.
- 1964-1966 Лентелефильм.
- 1966-1968 Ленконцерт: художественный руководитель эстрадного отдела
- с 1968 Ленфильм.

Умер 30 июля 2016 года.

## Личная жизнь
Жена — Маргарита Матвеева, актриса.

## Театральные работы
1959-1962

Иркутский драматический театр:
1. А. Арбузов «Иркутская история» — дипломный спектакль
2. А. Сафронов «Миллион за улыбку»
3. Л. Н. Толстой «Воскресенье»
4. Б. Ласкин «Время любить»
5. И. Шток «Ленинградский проспект»
6. И. Друцэ «Каса-Маре»
7. И. А. Гончаров «Обрыв»
8. Н. Погодин «Маленькая студентка»
9. К. Фекер «Мы тоже ангелы»

Иркутское телевидение:
1. В. Кожевников «Знакомьтесь, Балуев»
2. А. Линдгрен «Малыш и Карлсон, который живёт на крыше»
3. Новогодняя сказка для взрослых
4. А. Твардовский «Василий Тёркин»

Художественный руководитель театральной студии при драмтеатре. Лауреат конкурса «Театральная Сибирь»
1962-1963

Калининградский драматический театр:
1. В. Панова «Проводы белых ночей»

Калининградское телевидение:
1. Документальный телефильм «Ветер в дюнах»

1963-1964

Тюменский драматический театр:
1. А. Андреев «Рассудите нас, люди»
2. В. Катаев «Пора любви»
3. П. Тур «Посторонняя женщина»
4. Жюль Верн «Остров сокровищ»

1964-1966

«Лентелефильм»:
Сатирический «ТелеФитиль»
1966-1968

Ленконцерт:
Художественный руководитель эстрадного отдела
1968-1969

## Фильмография

### Режиссёр
- 1974 — Незнакомый наследник (совместно с Г. Казанским)
- 1977 — Стоит ли торопиться?  (короткометражный)
- 1981 — Правда лейтенанта Климова
- 1986 — Народом признанный (документальный)
- 1987 — Серебряные струны (совместно с П. Кадочниковым)
- 1987 — Солдатам Родины посвящается… (документальный)
- 1992 — Выжить в бархатный сезон (не был завершён)

### Актёр
- 1956 — Солдаты — эпизод
- 1969 — Развязка — эпизод
- 1971 — Даурия — эпизод